# Nitrica
Nitrica este o comună slovacă, aflată în districtul Prievidza din regiunea Trenčín. Localitatea se află la altitudinea de 243 m deasupra n.m., se întinde pe o suprafață de 24,03 km2 și în 2017 număra 1.231 de locuitori.

## Istoric
Localitatea Nitrica este atestată documentar din 1113.

## Demografie
| An:                | 1994 | 2004   | 2014   | 2024   |
| ------------------ | ---- | ------ | ------ | ------ |
| Număr de persoane: | 1219 | 1260   | 1223   | 1151   |
| Diferență:         |      | +3,36% | −2,93% | −5,88% |

| An:                | 2023 | 2024   |
| ------------------ | ---- | ------ |
| Număr de persoane: | 1166 | 1151   |
| Diferență:         |      | −1,28% |